# Хайм, Ариберт
Ариберт Хайм (нем. Aribert Heim, 28 июня 1914, Бад-Радкерсбург — 10 августа 1992, Египет) — австрийский и немецкий врач, нацист, военный преступник, известный под прозвищем Доктор Смерть.

## Биография
Ариберт Хайм родился в Австро-Венгрии в семье полицейского и домохозяйки. Изучал медицину в Венском (1933—1937; в 1931—33 гг. там же изучал латынь) и Ростокском (1937—1940) университетах, занимался врачебной практикой в Вене до 1940 года, когда поступил добровольцем в Войска СС.
Прозвище «Доктор Смерть» Хайм получил во время Второй мировой войны за свою деятельность в концентрационном лагере Маутхаузен, расположенном на территории современной Австрии. В Маутхаузене он служил с октября 1941 по февраль 1942 года. Хайм несёт ответственность за пытки и убийства сотен заключённых в лагере смерти, где проводил медицинские эксперименты на заключённых. В основном его жертвами были женщины, которые и дали ему это прозвище.
Среди опытов — проведение операций без наркоза, чтобы установить, насколько сильную боль испытывает пациент, а также введение своим жертвам инъекции бензина, воды или яда прямо в сердце. Цель этих экспериментов — определить, как скоро наступает смерть от того или иного действия.
Основным доказательством преступлений Хайма являются его собственные записи: все проведённые операции Хайм скрупулёзно описывал.
В 1945 году американские военные арестовали «Доктора Смерть», однако в 1947 году он был отпущен и вплоть до 1962 года вёл медицинскую практику в Западной Германии — работал в Маннгейме, а затем гинекологом в немецком курортном городе Баден-Баден. Когда стало известно, что он должен предстать перед немецким судом по обвинению в совершении военных преступлений, Ариберт Хайм бесследно исчез из города, а полицейские нашли лишь его пустую виллу. Ему удалось избежать скамьи подсудимых Нюрнбергского процесса.
Ариберт Хайм был объявлен в розыск Центром Симона Визенталя.
В июле 2008 года представители Центра Симона Визенталя заявили, что из двух надёжных источников были получены данные, что Хайм, которому должно быть на сегодняшний момент 94 года, скрывается на юге Чили, в Патагонии. Одним из доказательств этой версии является то, что дочь Хайма живет в Патагонии.
4 февраля 2009 немецкий телеканал ZDF TV заявил, что располагает неопровержимыми данными о том, что Доктор Смерть умер в Египте от рака прямой кишки в 1992 году. Хайм принял ислам и сменил имя на Тарик Фарид Хусейн. Хайм прожил в Каире около 30 лет. Журналисты обнаружили отель, в котором жил Хайм, а также множество документов, включая копию египетского паспорта, банковские бумаги, медицинские карты и свидетельство о смерти.
Сын Ариберта Рудигер Хайм подтвердил, что австриец Ариберт Хайм и египтянин Тарик Фарид Хусейн были одним и тем же человеком.
22 сентября 2012 года власти Германии официально объявили о прекращении международного розыска Хайма. По решению суда Баден-Бадена доказательства, свидетельствующие о его кончине, признаны достоверными, в связи с чем уголовное дело нацистского преступника было закрыто.